# МБУ-600
МБУ-600 — советская многоствольная бомбометная установка, разработанная СКБ МВ под руководством Б.И.Шавырина на основе опыта эксплуатации отечественного бомбомета МБУ-200. Имела 24 направляющие для запуска глубинных бомб. Принята на вооружение в СССР в 1956 году. Применялась на тральщиках проекта 264, эсминцах, сторожевых кораблях и охотниках за подводными лодками.

## Конструкционные особенности
Как правило, пусковая установка закреплялась неподвижно в носовой части корабля и стабилизировалась по качке. Наведение бомбомета для стрельбы осуществлялось корпусом корабля по курсу. Для управления установкой и залпом имелся специальный прибор управления стрельбой ПУСБ-24-600, который устанавливался в рубке.

## Тактико-технические характеристики
- 24 направляющих с возможностью изменения углов наведения каждой.
- Дальность действия: 644 м
- Зона поражения за счет индивидуального наклона направляющих: эллипс 80 х 45 м
- Скорость цели (подводной лодки): до 10 узлов
- Боеприпасы: Б-30М — реактивная глубинная бомба с вышибным зарядом, применялись залпом в 24 шт. РГБ одевалась хвостовой трубой на ствол-направляющую пусковой установки. Взрыватель контактный типа КВМ, срабатывает ниже глубины в 10 м.
- Тип боевой части: фугасная
- Масса ВВ: 14.4 кг